# Skuhrov, Jablonec nad Nisou
Skuhrov là một làng thuộc huyện Jablonec nad Nisou, vùng Liberecký, Cộng hòa Séc.